# Les Grands Procès
Les Grands Procès sont une série télévisée québécoise en seize épisodes d'environ 45 minutes d'après une idée de Daniel Proulx et diffusée du 2 novembre 1993 au 29 novembre 1995 sur le réseau TVA, relatant les procès québécois ayant captivé l'attention publique.

## Synopsis
Cette série relatant seize procès marquant du XXe siècle au Québec.

## Fiche technique
- Présentateur : Pierre Nadeau
- Réalisateurs : Mark Blandford, Johanne Prégent (4 épisodes en 1995)
- Auteurs : Dominic Champagne, François Boulay, Anne Boyer et Michel d'Astous, Bernard Montas, Dominique Drouin, Jacques Jacob, Daniel Proulx, Julie Castonguay et Diane Chayer.
- Musique : François Dompierre
- Production : Pierre Beaudry et Vincent Gabriele
- Production exécutive : Joanne Forgues
- Production déléguée : Micheline Garant
- Société de production : Sovimage, Productions du Sagittaire

## Épisodes

### Première saison (1993)

#### La Femme Pitre(1951)
- Marie-Renée Patry : Marguerite Ruest-Pitre
- Raymond Bouchard : Me Dorion
- René Richard Cyr : Me Simard
- Pierre Collin : M. Pitre
- Serge Christiaenssens : M. Giroux
- Thomas Donohue : M. Hébert
- Suzanne Garceau : Mme Parent
- Yvon Leroux : Juge
- André Montmorency : (Généreux Ruest
- Julien Poulin : M. Beaulieu
- Denis Trudel : Jean-Marie Ruest
- Valérie Valois : Mlle Robitaille
- Sylvio Archambault : Reporter
- Jean Chevalier : Spectateur
- François Désalliers : Spectateur
- Pierre Gendron : Spectateur
- Armand Labelle : Spectateur
- Manon Miclette : Spectatrice
- Thérèse Morange : Spectatrice
- Jasmin Roy : Spectateur
- Guy-Daniel Tremblay : Patrick Simard

#### L'Abbé Delorme(1922)
- Guy Nadon : Abbé Adélard Delorme
- Gérard Poirier : Me Taschereau
- Pierre Curzi : Me Robert Calder
- Paul Hébert : Juge
- Luc-Martial Dagenais : Dr Derome
- Sébastien Dhavernas : M. Marien
- François Dupuy : M. Haynes
- Jean Fontaine : Mgr Rhéaume
- Claude Grisé : M. De Bellefeuille
- Luc Morissette : Coroner McMahon
- Gérard Solver : M. Farah Lajoie
- Roch Aubert : M. Racette
- Yvon Bouchard : M. Goyer
- Marie-Claude Brault : Florence Delorme
- Julie Castonguay : jeune femme
- Clément Cazelais : Gustave Caron
- Serge Chapleau : Narcisse Arcand
- Michel Charette : Spectateur
- Yvan Ducharme : M. Ducharme
- Pierre Dallaire : M. Roby
- Robert Daviau : Spectateur
- Gaston Dussault : Prêtre
- Jacques Galipeau : Juge Monet
- Alain Gélinas : Greffier
- Marco Fortier : Greffier
- Marie-Chantal Labelle : Lily Delorme
- Pierre Leblanc : Greffier Godin
- Laurent Leclerc : Juré Desjardins
- Jacques Piperni : 1er juré St-Jean
- Jacinthe Potvin : Spectatrice

#### Fred Rose(1946)
- Guy Thauvette : Fred Rose
- Monique Spaziani : Fanny Rose
- Yves Jacques : Me Cohen
- Michel Laperrière : Me Brais
- Benoît Girard : Juge Lazure
- Gregory Hlady : M. Gouzenko
- Jean Marchand : M. Boyer
- Benoît Paiement : M. Cheetham
- François Papineau : M. Bienvenue
- Isabelle Paradis : Laura Rose
- Charles Lafortune : Policier vétéran
- Kathleen Fee (en) : Kathleen Willshire
- Jean Mathieu : M. Ward
- Kenneth Welsh : Mackenzie King
- Pierre Auger : Policier
- Claude Bisaillon : Président du jury
- Mark Bromilow : Adjoint
- Sylvain Castonguay : Policier
- Carmen Ferlan : Passante
- André Maurice : Photographe
- Marc-André Piché : Greffier Hurteau
- Luc St-Denis : Journaliste
- Pierre St-Jacques : Journaliste

#### Ginette Couture-Marchand(1980)
- Brigitte Morel : Ginette Couture-Marchand
- Sylvie Bourque : Me Delorme
- Serge Postigo : Me Vachon
- Rita Lafontaine : Cécile Marchand
- Philippe Cousineau : M. Hétu
- Benoît Gouin : Me Côté
- Stéphane Jacques : M. Garant
- Luc Picard : M. Castonguay
- Luc Roy : Paul Dubé
- Lise Thouin : Dr Légaré
- Marthe Turgeon : Juge Poupart
- Robert du Parc : Jacques Couture
- Jean Lafontaine : Dr Vermette
- Marie Lefebvre : Mme Laurendeau
- Jacqueline Magdelaine : Yvonne Couture
- Claude Marquis : Juge Blanchette
- Luc Arsenault : Greffier
- Robert Desroches : Policier témoin
- Jean-François Lafond : Président du jury

### Deuxième saison (1994)

#### L'Affaire de la veuve Chapdelaine(1936)
- Annette Garant : Veuve Chapdelaine
- Michel Barrette : Élie Chapdelaine
- Luc Guérin : Gédéon Bernard
- Pascal Rollin : Juge White
- Hélène Guérin : Marie-Anne Bernard
- Jean L'Italien : Me Lazure
- Pier Paquette : Me Rivard
- Guy Richer : Dr Fontaine
- Joël Miller : Dr Rabinovitch
- Jean-Claude Robillard : Juge Stein
- Paul-Antoine Taillefer : Ludger Chapdelaine
- Onil Melançon : Jargaille
- André Vézina : Juge Cousineau
- Gilles Doré : Paul Morin
- France Arbour : Mme Bernard
- Stéphane Leblanc : Greffier
- Rémy Poirier : Gardien de la porte
- Louis Sincennes : Dr Lemieux

#### L'Affaire Beaudry(1926)
- Marcel Sabourin : Procureur de la Couronne
- Marc Béland : Me Gendron
- Élise Guilbault : Mme Beaudry
- Jean-Louis Millette : Juge
- Roger Léger : Henri Bertrand
- Dorothée Berryman : Mme Huguenin
- Carmen Ferlan : Mlle Leblanc
- Michel Goyette : Jean Tison
- Jean-Pierre Matte : M. Beaudry
- Philip Spensley : M. Mulhollin
- Gabriel Sabourin : Robert Lemieux
- Anne-Marie Riel : Esther Maxwell
- Jacques Lavallée : Calixte Parent
- Jacques Thisdale : Wilfrid Delorme
- André Richard : Détective Gauthier
- Jean-Claude Germain : Noël Lanoie
- Sylvie Malo : femme rousse
- Pierre Leblanc : employé
- Serge Martineau : employé
- Bob Piédalue : Président du jury

#### L'Affaire de la petite Aurore(1920)
- Daniel Gadouas : Aurélien Mailhot
- Yvan Ponton : Me Fitzpatrick
- Denis Bernard : Me Francoeur
- Léa-Marie Cantin : Marie-Anne Gagnon
- Roger Blay : Juge
- Norman Helms : Journaliste
- Stéphane Blanchette : Journaliste
- Marie-Josée Tremblay : Marie-Jeanne Gagnon
- Joël Drapeau-Dalpé : Georges Gagnon
- Antoine Toupin : Gérard Gagnon
- Yvon Thiboutot : Dr Marois
- Mireille Thibault : Mme Lemay
- Marilys Ducharme : Marguerite Lebeuf
- Sylvie-Catherine Beaudoin : Mme Hamel
- Pierre Drolet : Adjutor Gagnon
- Martin Larocque : Télesphore Gagnon
- René Gagnon : Dr Prévost
- Hubert Loiselle : Dr Brochu
- Jean-Bernard Côté : Huissier
- Marika Lhoumeau : Religieuse
- Patrick Lauzon : Greffier
- Yvon Bouchard : Journaliste

#### L'Affaire Mesrine(1971)
- Serge Dupire : Jacques Mesrine
- Sophie Lorain : Jeanne Schneider
- Gilbert Sicotte : Raymond Daoust
- Michel Dumont : Me Lagacé
- Lionel Villeneuve : Juge Miquelon
- Paul Doucet : Denis Léveillé
- Pauline Lapointe : Mme Warren
- Éric Chabot : M. Fortin
- Pascal Gruselle : Usai
- Catherine Bégin : Mme Biard
- Gilbert Comtois : M. Caron
- Jean-Pierre Bergeron : M. Morin
- Annie De Raiche : Mlle Raymond
- Gérard Delmas : M. Migault
- Richard Guèvremont : Greffier
- Marc Desourdy : Policier
- Jasmine Dubé : Mme Lebel
- Jean-Robert Bourdage : Caporal Blinco

#### L'Affaire Dion(1963)
- Gildor Roy : Léopold Dion
- Normand D'Amour : Me Guy Bertrand
- Patrick Goyette : Me Bienvenue
- Jean-Guy Bouchard : Roland Dion
- Alain Fournier : Juge
- François Papineau : Dr Camille Laurin
- Marcel Girard : Dr Paul Larivière
- Luc St-Denis : Greffier
- Éric Hoziel : Gardien de prison
- André Lacoste : Père de victime
- Marcel Maroist : Détenu
- Jean-Louis Gonnella : Détenu
- Michel Leclerc : Détenu
- Gaëtane Breton : Mère de victime
- Sylvie Germain : Mère de victime

#### L'Affaire Tuxedo Kid(1935)
- Pierre Rivard : Rhéal-Léo Bertrand
- Germain Houde : Me Oscar Gagnon
- Jacques Godin : Me Gérard Fauteux
- Jean Ricard : Juge Cousineau
- Réjean Lefrançois : Juge Wilson
- Martin Dion : Eugène Picard
- Claude Lemieux : Policier
- Richard Niquette : Serveur de l'hôtel
- Normand Lévesque : Gérant de service
- Marc Gélinas : Restaurateur
- Jean-René Ouellet : Architecte
- Roger Giguère : Gars saoul
- Alain Gélinas : Concierge
- Deano Clavet : Garagiste
- Michael Rudder : Agent d'assurance
- Sylvain Castonguay : Gardien de prison
- Sonia Vigneault : Rose-Anna

### Troisième saison (1995)

#### L'Affaire Nogaret(1931)
- Frédéric Desager : Albert Nogaret
- Raymond Cloutier : Me Bertrand
- Rémy Girard : Me Lucien Gendron
- Jean-Louis Millette : Juge Wilson
- Louise Portal : Mme Caron
- Paul Dion : Magloire Caron
- Normand Canac-Marquis : Frère Rosaire
- Luc-Martial Dagenais : Dr Derome
- Maxime Desbiens-Tremblay : Roger Caron
- François Dompierre : Juge Marchand
- Hugo Dubé : Frère Lambert
- Michel Houde : Antonio Godon
- Armand Laroche : Frère Ferdinand
- Onil Melançon : Inspecteur Jargaille
- Claude Préfontaine : Frère Josephus
- Pierrette Robitaille : Mme Gallagher
- Charles Vinson : Me Jean
- Luc Proulx : Gardien Charpentier
- Babs Gadbois : Mme Wolfe
- Serge Bradet : Président du jury
- François Langlois : Juré Tanguay
- Francis Martineau : Journaliste
- Serge Bisson : Journaliste
- Thérèse Morange : femme
- Jade Montel Paré : fillette
- Catherine Marsolais : fillette
- Marc Poulin : policier couloir

#### L'Affaire Sclater(1906)
- Isabel Richer : Marie-Anne Sclater
- Patrice L'Écuyer : Me Comeau
- Gaston Lepage : Me Guérin
- Linda Sauvé : Ursule Skeene
- Gabriel Gascon : Juge Canon
- Raymond Bélisle : Constable Beaulieu
- Bobby Beshro : Wallace McRea
- René Caron : Robert Skeene
- Claude-Michel Coallier : Arthur Chandonnet
- Peter Colvey : Percy Howard Sclater
- Roger La Rue : Aimé Dontigny
- Martin Neufeld : Détective McCaskill
- Jean-Guy Poulin : Euchariste Crête
- Claude Prégent : Coroner Vanasse
- Pierre Benard : Greffier
- Jean-François Lafond : Président du jury

#### L'Affaire Durand(1992)
- Benoît Brière : Denis Durand
- Nathalie Mallette : Anne Durand
- Vincent Bilodeau : Raymond Durand
- Angèle Coutu : Pat Holben
- Jean Archambault : Robert Bucklin
- Richard Aubé : Cecil Wingo
- Élisabeth Chouvalidzé : Janine Durand
- Serge Christiaenssens : Shérif Klevenhagen
- Robert Daviau : Hubert Labelle
- Danielle Godin : Gloria
- André Lacoste : Michel Béland
- Hubert Loiselle : Oncle Réginald
- Donald Pilon : Me Zimmerman
- Guy Thauvette : Juge Densen
- Robert Toupin : Me Wilson
- François Trottier : Jean Nadeau
- France Laverdière : Présidente du jury
- Éric Perreault : Gardien

#### L'Affaire Coffin(1954)
- Raymond Bouchard : Me Dorion
- Michel Comeau : Wilbert Coffin
- Yves Desgagnés : Me Maher
- Claude Léveillée : Juge Lacroix
- Roch Aubert : Roger Champoux
- Domini Blythe (en) : Mary Lindsay
- Éric Cabana : MacGregor
- Emmanuel Charest : Adams
- Claude Despins : Agent Synnett
- Robert Desroches : Eagle
- John Dunn-Hill : Dr Burkett
- Patrice Dussault : Capitaine Sirois
- Michel Forgues : Dr Roussel
- Sylvia Gariépy : Marion Pétrie
- Louis-Georges Girard : Me Miquelon
- Renée Girard : Mme Coffin
- Marc Grégoire : Sergent Doyon
- Rhéal Guévremont : Albert Coffin
- Michelle Labonté : Rhoda Coffin
- Pierre Leblanc : Camionneur Chouinard
- Claude Lemieux : Capitaine Matte
- Fanny Mallette : Fermière Babin
- Yves Mireault : Jean-Guy Hamel
- Patrick Peuvion : Hôtelier White
- Julien Poulin : MacDonald
- Dominique Quesnel : Hôtelière Tardif
- Stéphane Simard : Me Gravel
- Bernard Tanguay : Barbier Montigny
- Michel Bonneau : Journaliste gaspésien
- Jean Faucher : Président du jury
- Éric Forget : Greffier
- Luc Gouin : Chercheur

#### L'Affaire Cordélia Viau(1898)
- Marina Orsini : Cordélia Viau
- Mario Saint-Amand : Sam Parslow
- Guy Nadon : Me McKay
- Martin Larocque : Me Leduc
- Pierre Lebeau : Coroner Migneault
- André Montmorency : Juge Taschereau
- Marie-Thérèse Fortin : Mélina Viau
- Alexis Martin : Émile Gravel
- Manon Arsenault : Mme Ladouceur
- Jocelyn Bérubé : Cocher Legault
- Gilles Doré : Joseph Fortier
- Stéphane Jacques : Évariste Champagne
- Yves Massicotte : Noé Bouvrette
- Monique Mercure : Henriette Bouvrette
- Pierre Monet-Bach : Louis-Arthur Pilon
- Martin Neufeld : Détective McCaskill
- Luc Roy : Fromager Cyr
- André Barnard : Président du jury
- Jean-Bernard Côté : Compère
- Pierre Mailloux : Compère
- Guy Vaillancourt : Compère

#### L'Affaire Côté(années 1960)
- Yves Soutière : Me Letarte
- Jacques Lussier : Me Bienvenue
- Sébastien Delorme : Martin Côté
- Jean-Pierre Bergeron : Frère Fortin
- Michel Bérubé : André Michel
- Patrick Caux : Frère Henri
- François Chénier : Frère Quirion
- Martin Despa : Étudiant Blouin
- Patrice Dubois : Étudiant Gendron
- Claude Gagnon : Étudiant Boudreau
- Hugo Bélanger : Étudiant Larochelle
- Jean-François Gascon : Étudiant Lebrun
- Claude Gauthier : Juge Pelletier
- Pierre Auger : Sergent Fournier
- Raymond Desmarteau : Caporal Bourque
- Charles Lafortune : Étudiant Légaré
- Robert Lalonde : Père Chabot
- Joël Marin : Charles Gauthier
- Joëlle Morin : Chantale Blais
- Donovan Reiter : Gordon Swift
- Yvon Charette : Premier juré